# Ариана 2
Ариана 2 е европейска ракета носител, използвана за 6 изстрелвания в периода 1986 – 1989 г. Член е на ракетно всемейство Ариана и произведена във Франция.
Ракетата произлиза от Ариана 1, като има по-дълги първа и трета степени. Товарния ѝ капацитет е увеличен до 2175 kg в геостационарна трансферна орбита (ГТО). Първият полет е осъществен на 31 май 1986 г. с изкуствения спътник Intelsat-5A F-14. Третата степен отказва да запали и ракетата е унищожена на безопасно разстояние. Следващите 5 изстрелвания са успешни. Последното изстрелване е извършено на 2 април 1989 г., като успешно е изведен комуникационния спътник Tele-X.